# 怀德镇老边岗遗址
怀德镇老边岗遗址，位于中国吉林省公主岭市怀德镇边岗村，为一个省级文物保护单位，类型为古遗址，公布时间为2007年5月31日。该文物保护单位由公主岭市文管所管理。
怀德镇老边岗遗址的历史年代为唐代。